# Kieffer Moore
Kieffer Roberto Francisco Moore, noto semplicemente come Kieffer Moore (Torquay, 8 agosto 1992), è un calciatore inglese naturalizzato gallese, attaccante del Wrexham e della nazionale gallese.

## Caratteristiche tecniche
Moore è una prima punta forte fisicamente e abile nel gioco aereo per via della sua statura vicina ai 2 metri. Si distingue anche per la foga agonistica con cui scende in campo oltre che per l'aiuto che dà alla squadra nella manovra.

## Carriera

### Club
Moore ha giocato per il Truro City nella Conference 2012-2013. La prima partita l'ha disputata il 18 agosto, nella sconfitta per 1-0 contro il Billericay Town. Il 25 agosto ha siglato il primo gol, in occasione del pareggio interno per 1-1 contro il Salisbury City. Nel corso di quella stessa stagione è passato al Dorchester Town: ha giocato la prima partita in squadra il 12 febbraio 2013, schierato titolare nella vittoria per 2-3 sul campo del Bath City. Il 16 febbraio è arrivata la prima rete, nella sconfitta per 2-1 contro il Basingstoke Town.
Il 6 luglio 2013, lo Yeovil Town ha reso noto d'aver trovato un accordo con il Dorchester Town per il trasferimento di Moore: prima che l'accordo venisse ratificato, il giocatore avrebbe disputato un test amichevole contro il Poole Town. Il 10 luglio, Moore ha firmato un accordo biennale con la nuova squadra. Ha quindi giocato la prima partita in Championship il 14 settembre, quando ha sostituito Joe Ralls nel pareggio per 1-1 arrivato in casa dello Sheffield Wednesday. L'11 gennaio 2014 ha realizzato il primo gol, nella partita persa per 1-2 contro il Burnley. Lo Yeovil Town è retrocesso in League One al termine della stagione, con Moore che è rimasto in squadra fino alla naturale scadenza dell'accordo in essere col club.
Il 3 agosto 2015, i norvegesi del Viking hanno ufficializzato l'ingaggio di Moore, che si è legato al nuovo club con un contratto valido fino al termine della stagione in corso. Ha esordito in Eliteserien in data 8 agosto, subentrando a Suleiman Abdullahi nella vittoria per 0-2 arrivata sul campo del Sarpsborg 08. Ha totalizzato 11 presenze nel corso di questa porzione di stagione in squadra, tra campionato e coppa.
Svincolato dopo l'esperienza in Norvegia, il 18 gennaio 2016 ha fatto ritorno in Inghilterra per giocare nel Forest Green Rovers, compagine militante in National League ed a cui si è legato per un anno e mezzo. È tornato a calcare i campi da calcio britannici il 23 gennaio, schierato titolare nella vittoria casalinga per 1-0 contro il Braintree Town. Il 27 febbraio ha trovato la prima rete, nel 2-2 maturato sul campo del Barrow. In quella stagione, il Forest Green Rovers ha raggiunto la finale dei play-off che avrebbero determinato la promozione, partita che Moore ha però saltato per appendicectomia. Il Grimsby Town si è poi aggiudicato la promozione.
Il 17 novembre 2016, Moore è passato al Torquay United con la formula del prestito, per i successivi 28 giorni. Il 19 novembre ha esordito dunque con questa casacca, schierato titolare nel pareggio per 1-1 arrivato in casa contro il Wrexham: è stato autore della rete in favore della sua squadra. Dopo aver siglato 5 gol in 4 apparizioni con il Torquay United, ha fatto ritorno al Forest Green Rovers per fine prestito.
Il 14 gennaio 2017, l'Ipswich Town ha reso noto d'aver trovato un accordo per il trasferimento in squadra di Moore, che ha firmato un contratto valido per un anno e mezzo. Ha disputato la prima partita per il nuovo club il 21 gennaio, scendendo in campo in luogo di Jordan Spence nella partita persa per 2-0 contro l'Huddersfield Town. Ha chiuso l'annata a quota 11 presenze, senza reti all'attivo.
Il 10 luglio 2017 è passato al Rotherham United con la formula del prestito annuale. Ha debuttato con questa maglia il 5 agosto, sostituendo David Ball nella sconfitta per 2-0 patita sul campo del Fleetwood Town. Il 12 agosto è arrivata la prima marcatura, nel 5-0 inflitto al Southend United.
Dopo aver siglato 13 reti in 22 partite nella prima parte della stagione, l'8 gennaio 2018 è stato acquistato a titolo definitivo dal Barnsley, per cui ha firmato un contratto valido per i successivi tre anni e mezzo. Ha esordito in squadra il 13 gennaio, subentrando a Tom Bradshaw nel pareggio a reti inviolate contro il Wolverhampton. Il 20 febbraio ha trovato il primo gol, nella sconfitta per 1-2 contro il Burton Albion.
Il 5 agosto 2019 viene ceduto al Wigan. Esordisce 5 giorni dopo nella sconfitta per 3-0 contro il Preston N.E. Nonostante lui vada in doppia cifra realizzativa con 10 reti, non riesce a evitare la retrocessione, arrivata all'ultima giornata dopo il pareggio per 1-1 contro il Fulham, in cui lui ha realizzato il momentaneo 1-0 dei latics.
Il 14 luglio 2020 firma un triennale per il Cardiff City. In stagione raggiunge quota 20 reti in 42 gare.
Il 31 gennaio 2022 viene acquistato dal Bournemouth. Il 6 agosto 2022, alla prima giornata di Premier League, segna il goal del 2-0 finale nella partita interna contro l'Aston Villa.

### Nazionale
L'8 novembre 2016 Moore è stato incluso tra i convocati dell'Inghilterra C in vista della sfida contro l'Estonia under 23, che si sarebbe disputata il 15 novembre, a Tallinn. Nel corso della sfida ha sostituito Elliott Whitehouse, contribuendo alla vittoria della sua squadra per 1-2.
Tuttavia nel 2019, viste le sue origini, sceglie di rappresentare il Galles, con cui debutta il 9 settembre dello stesso anno in amichevole contro la Bielorussia, giocando 75 minuti prima di venire sostituito dal veterano Sam Vokes. Il 10 ottobre, alla seconda presenza in nazionale, segna la sua prima rete nell'1-1 contro la Slovacchia realizzando il provvisorio 1-0 dei gallesi.
Ottiene la qualificazione a Euro 2020 con i gallesi, venendo successivamente inserito nella lista dei 26 convocati per la competizione, poi giocata nel 2021 anziché nel 2020 a causa della pandemia da COVID-19. Il 12 giugno 2021, in occasione della gara inaugurale del torneo, fissa il punteggio sull'1-1 contro la Svizzera.

## Statistiche

### Presenze e reti nei club
Statistiche aggiornate al 7 dicembre 2023
| Stagione                   | Club                       | Campionato                 | Campionato | Campionato | Coppe nazionali | Coppe nazionali | Coppe nazionali | Coppe continentali | Coppe continentali | Coppe continentali | Supercoppe | Supercoppe | Supercoppe | Totale | Totale |
| Stagione                   | Club                       | Comp                       | Pres       | Reti       | Comp            | Pres            | Reti            | Comp               | Pres               | Reti               | Comp       | Pres       | Reti       | Pres   | Reti   |
| -------------------------- | -------------------------- | -------------------------- | ---------- | ---------- | --------------- | --------------- | --------------- | ------------------ | ------------------ | ------------------ | ---------- | ---------- | ---------- | ------ | ------ |
| 2012-feb. 2013             | Truro City                 | FC                         | 22         | 13         | -               | -               | -               | -                  | -                  | -                  | FAT        | 1          | 0          | 23     | 13     |
| feb.-giu. 2013             | Dorchester Town            | FC                         | 13         | 7          | FACup           | -               | -               | -                  | -                  | -                  | FAT        | -          | -          | 13     | 7      |
| 2013-2014                  | Yeovil Town                | FLC                        | 20         | 4          | FACup+CdL       | 2+2             | 1+0             | -                  | -                  | -                  | -          | -          | -          | 24     | 5      |
| 2014-2015                  | Yeovil Town                | FL1                        | 30         | 3          | FACup+CdL       | 2+1             | 1+0             | -                  | -                  | -                  | FLT        | 1          | 0          | 34     | 4      |
| Totale Yeovil Town         | Totale Yeovil Town         | Totale Yeovil Town         | 50         | 7          |                 | 7               | 2               |                    | -                  | -                  |            | 1          | 0          | 58     | 9      |
| ago.-dic. 2015             | Viking                     | ES                         | 9          | 0          | CN              | 2               | 0               | -                  | -                  | -                  | -          | -          | -          | 11     | 0      |
| gen.-giu. 2016             | Forest Green               | NL                         | 16+1       | 2          | FACup           | -               | -               | -                  | -                  | -                  | -          | -          | -          | 17     | 2      |
| lug.-nov. 2016             | Forest Green               | NL                         | 14         | 4          | FACup           | 1               | 0               | -                  | -                  | -                  | -          | -          | -          | 15     | 4      |
| nov.-dic. 2016             | Torquay Utd                | NL                         | 4          | 5          | FACup           | -               | -               | -                  | -                  | -                  | -          | -          | -          | 4      | 5      |
| dic. 2016-gen. 2017        | Forest Green               | NL                         | 3          | 1          | FACup           | -               | -               | -                  | -                  | -                  | -          | -          | -          | 3      | 1      |
| Totale Forest Green Rovers | Totale Forest Green Rovers | Totale Forest Green Rovers | 33+1       | 7          |                 | 1               | 0               |                    | -                  | -                  |            | -          | -          | 35     | 7      |
| gen.-giu. 2017             | Ipswich Town               | FLC                        | 11         | 0          | FACup+CdL       | -               | -               | -                  | -                  | -                  | -          | -          | -          | 11     | 0      |
| 2017-gen. 2018             | Rotherham Utd              | FL1                        | 22         | 13         | FACup+CdL       | 1+2             | 0               | -                  | -                  | -                  | FLT        | 0          | 0          | 25     | 13     |
| gen.-giu. 2018             | Barnsley                   | FLC                        | 20         | 3          | FACup+CdL       | -               | -               | -                  | -                  | -                  | -          | -          | -          | 20     | 3      |
| 2018-2019                  | Barnsley                   | FL1                        | 31         | 17         | FACup+CdL       | 3+0             | 2               | -                  | -                  | -                  | FLT        | 1          | 0          | 35     | 19     |
| Totale Barnsley            | Totale Barnsley            | Totale Barnsley            | 51         | 20         |                 | 3               | 2               |                    | -                  | -                  |            | 1          | 0          | 55     | 22     |
| 2019-2020                  | Wigan                      | FLC                        | 36         | 10         | FACup+CdL       | 0+0             | 0               | -                  | -                  | -                  | -          | -          | -          | 36     | 10     |
| 2020-2021                  | Cardiff City               | FLC                        | 42         | 20         | FACup+CdL       | 0+0             | 0               | -                  | -                  | -                  | -          | -          | -          | 42     | 20     |
| 2021-gen. 2022             | Cardiff City               | FLC                        | 22         | 5          | FACup+CdL       | 0+2             | 0               | -                  | -                  | -                  | -          | -          | -          | 27     | 5      |
| Totale Barnsley            | Totale Barnsley            | Totale Barnsley            | 64         | 25         |                 | 2               | 0               |                    | -                  | -                  |            | -          | -          | 66     | 25     |
| gen.-giu. 2022             | Bournemouth                | FLC                        | 4          | 4          | FACup+CdL       | -               | -               | -                  | -                  | -                  | -          | -          | -          | 4      | 4      |
| 2022-2023                  | Bournemouth                | PL                         | 27         | 4          | FACup+CdL       | 1+1             | 0               | -                  | -                  | -                  | -          | -          | -          | 29     | 4      |
| 2023-2024                  | Bournemouth                | PL                         | 6          | 1          | FACup+CdL       | 0+3             | 0               | -                  | -                  | -                  | -          | -          | -          | 9      | 1      |
| Totale Bournemouth         | Totale Bournemouth         | Totale Bournemouth         | 37         | 9          |                 | 5               | 0               |                    | -                  | -                  |            | -          | -          | 42     | 9      |
| Totale Carriera            | Totale Carriera            | Totale Carriera            | 353        | 116        |                 | 23              | 4               |                    | -                  | -                  |            | 3          | 0          | 379    | 120    |

### Cronologia presenze e reti in nazionale
| Cronologia completa delle presenze e delle reti in nazionale ― Galles | Cronologia completa delle presenze e delle reti in nazionale ― Galles | Cronologia completa delle presenze e delle reti in nazionale ― Galles | Cronologia completa delle presenze e delle reti in nazionale ― Galles | Cronologia completa delle presenze e delle reti in nazionale ― Galles | Cronologia completa delle presenze e delle reti in nazionale ― Galles | Cronologia completa delle presenze e delle reti in nazionale ― Galles | Cronologia completa delle presenze e delle reti in nazionale ― Galles |
| Data                                                                  | Città                                                                 | In casa                                                               | Risultato                                                             | Ospiti                                                                | Competizione                                                          | Reti                                                                  | Note                                                                  |
| --------------------------------------------------------------------- | --------------------------------------------------------------------- | --------------------------------------------------------------------- | --------------------------------------------------------------------- | --------------------------------------------------------------------- | --------------------------------------------------------------------- | --------------------------------------------------------------------- | --------------------------------------------------------------------- |
| 9-9-2019                                                              | Cardiff                                                               | Galles                                                                | 1 – 0                                                                 | Bielorussia                                                           | Amichevole                                                            | -                                                                     | 75’                                                                   |
| 10-10-2019                                                            | Trnava                                                                | Slovacchia                                                            | 1 – 1                                                                 | Galles                                                                | Qual. Euro 2020                                                       | 1                                                                     |                                                                       |
| 13-10-2019                                                            | Cardiff                                                               | Galles                                                                | 1 – 1                                                                 | Croazia                                                               | Qual. Euro 2020                                                       | -                                                                     | 57’ 86’                                                               |
| 16-11-2019                                                            | Baku                                                                  | Azerbaigian                                                           | 0 – 2                                                                 | Galles                                                                | Qual. Euro 2020                                                       | 1                                                                     |                                                                       |
| 19-11-2019                                                            | Cardiff                                                               | Galles                                                                | 2 – 0                                                                 | Ungheria                                                              | Qual. Euro 2020                                                       | -                                                                     |                                                                       |
| 3-9-2020                                                              | Helsinki                                                              | Finlandia                                                             | 0 – 1                                                                 | Galles                                                                | UEFA Nations League 2020-2021 - 1º turno                              | 1                                                                     | 90+3’                                                                 |
| 6-9-2020                                                              | Cardiff                                                               | Galles                                                                | 1 – 0                                                                 | Bulgaria                                                              | UEFA Nations League 2020-2021 - 1º turno                              | -                                                                     | 61’                                                                   |
| 8-10-2020                                                             | Londra                                                                | Inghilterra                                                           | 3 – 0                                                                 | Galles                                                                | Amichevole                                                            | -                                                                     | 40’                                                                   |
| 11-10-2020                                                            | Dublino                                                               | Irlanda                                                               | 0 – 0                                                                 | Galles                                                                | UEFA Nations League 2020-2021 - 1º turno                              | -                                                                     | 21’                                                                   |
| 12-11-2020                                                            | Swansea                                                               | Galles                                                                | 0 – 0                                                                 | Stati Uniti                                                           | Amichevole                                                            | -                                                                     | 62’                                                                   |
| 15-11-2020                                                            | Cardiff                                                               | Galles                                                                | 1 – 0                                                                 | Irlanda                                                               | UEFA Nations League 2020-2021 - 1º turno                              | -                                                                     | 62’ 65’                                                               |
| 18-11-2020                                                            | Cardiff                                                               | Galles                                                                | 3 – 1                                                                 | Finlandia                                                             | UEFA Nations League 2020-2021 - 1º turno                              | 1                                                                     | 46’                                                                   |
| 24-3-2021                                                             | Lovanio                                                               | Belgio                                                                | 3 – 1                                                                 | Galles                                                                | Qual. Mondiali 2022                                                   | -                                                                     | 84’                                                                   |
| 27-3-2021                                                             | Cardiff                                                               | Galles                                                                | 1 – 0                                                                 | Messico                                                               | Amichevole                                                            | 1                                                                     | 46’                                                                   |
| 30-3-2021                                                             | Cardiff                                                               | Galles                                                                | 1 – 0                                                                 | Rep. Ceca                                                             | Qual. Mondiali 2022                                                   | -                                                                     | 57’                                                                   |
| 2-6-2021                                                              | Nizza                                                                 | Francia                                                               | 3 – 0                                                                 | Galles                                                                | Amichevole                                                            | -                                                                     | 59’                                                                   |
| 5-6-2021                                                              | Cardiff                                                               | Galles                                                                | 0 – 0                                                                 | Albania                                                               | Amichevole                                                            | -                                                                     | 46’                                                                   |
| 12-6-2021                                                             | Baku                                                                  | Galles                                                                | 1 – 1                                                                 | Svizzera                                                              | Euro 2020 - 1º turno                                                  | 1                                                                     | 47’                                                                   |
| 16-6-2021                                                             | Baku                                                                  | Turchia                                                               | 0 – 2                                                                 | Galles                                                                | Euro 2020 - 1º turno                                                  | -                                                                     |                                                                       |
| 20-6-2021                                                             | Roma                                                                  | Italia                                                                | 1 – 0                                                                 | Galles                                                                | Euro 2020 - 1º turno                                                  | -                                                                     | 60’                                                                   |
| 26-6-2021                                                             | Amsterdam                                                             | Galles                                                                | 0 – 4                                                                 | Danimarca                                                             | Euro 2020 - Ottavi di finale                                          | -                                                                     | 40’ 78’                                                               |
| 8-10-2021                                                             | Praga                                                                 | Rep. Ceca                                                             | 2 – 2                                                                 | Galles                                                                | Qual. Mondiali 2022                                                   | -                                                                     |                                                                       |
| 11-10-2021                                                            | Tallinn                                                               | Estonia                                                               | 0 – 1                                                                 | Galles                                                                | Qual. Mondiali 2022                                                   | 1                                                                     | 64’ 71’                                                               |
| 16-11-2021                                                            | Cardiff                                                               | Galles                                                                | 1 – 1                                                                 | Belgio                                                                | Qual. Mondiali 2022                                                   | 1                                                                     |                                                                       |
| 1-6-2022                                                              | Breslavia                                                             | Polonia                                                               | 2 – 1                                                                 | Galles                                                                | UEFA Nations League 2022-2023 - 1º turno                              | -                                                                     | 46’                                                                   |
| 5-6-2022                                                              | Cardiff                                                               | Galles                                                                | 1 – 0                                                                 | Ucraina                                                               | Qual. Mondiali 2022                                                   | -                                                                     |                                                                       |
| 22-9-2022                                                             | Bruxelles                                                             | Belgio                                                                | 2 – 1                                                                 | Galles                                                                | UEFA Nations League 2022-2023 - 1º turno                              | 1                                                                     | 64’                                                                   |
| 25-9-2022                                                             | Cardiff                                                               | Galles                                                                | 0 – 1                                                                 | Polonia                                                               | UEFA Nations League 2022-2023 - 1º turno                              | -                                                                     | 58’ 90+5’                                                             |
| 21-11-2022                                                            | Al Rayyan                                                             | Stati Uniti                                                           | 1 – 1                                                                 | Galles                                                                | Mondiali 2022 - 1º turno                                              | -                                                                     | 46’                                                                   |
| 25-11-2022                                                            | Al Rayyan                                                             | Galles                                                                | 0 – 2                                                                 | Iran                                                                  | Mondiali 2022 - 1º turno                                              | -                                                                     |                                                                       |
| 29-11-2022                                                            | Al Rayyan                                                             | Galles                                                                | 0 – 3                                                                 | Inghilterra                                                           | Mondiali 2022 - 1º turno                                              | -                                                                     |                                                                       |
| 25-3-2023                                                             | Spalato                                                               | Croazia                                                               | 1 – 1                                                                 | Galles                                                                | Qual. Euro 2024                                                       | -                                                                     | 70’                                                                   |
| 28-3-2023                                                             | Cardiff                                                               | Galles                                                                | 1 – 0                                                                 | Lettonia                                                              | Qual. Euro 2024                                                       | 1                                                                     |                                                                       |
| 16-6-2023                                                             | Cardiff                                                               | Galles                                                                | 2 – 4                                                                 | Armenia                                                               | Qual. Euro 2024                                                       | -                                                                     | 78’                                                                   |
| 7-9-2023                                                              | Cardiff                                                               | Galles                                                                | 0 – 0                                                                 | Corea del Sud                                                         | Amichevole                                                            | -                                                                     | 46’                                                                   |
| 11-10-2023                                                            | Wrexham                                                               | Galles                                                                | 4 – 0                                                                 | Gibilterra                                                            | Amichevole                                                            | 2                                                                     | 46’                                                                   |
| 15-10-2023                                                            | Cardiff                                                               | Galles                                                                | 2 – 1                                                                 | Croazia                                                               | Qual. Euro 2024                                                       | -                                                                     |                                                                       |
| 18-11-2023                                                            | Erevan                                                                | Armenia                                                               | 1 – 1                                                                 | Galles                                                                | Qual. Euro 2024                                                       | -                                                                     |                                                                       |
| 21-11-2023                                                            | Cardiff                                                               | Galles                                                                | 1 – 1                                                                 | Turchia                                                               | Qual. Euro 2024                                                       | -                                                                     | 84’                                                                   |
| 21-3-2024                                                             | Cardiff                                                               | Galles                                                                | 4 – 1                                                                 | Finlandia                                                             | Qual. Euro 2024                                                       | -                                                                     | 61’ 90+5’                                                             |
| 26-3-2024                                                             | Cardiff                                                               | Galles                                                                | 0 – 0 dts (4 – 5 dtr)                                                 | Polonia                                                               | Qual. Euro 2024                                                       | -                                                                     |                                                                       |
| 6-6-2024                                                              | Faro                                                                  | Gibilterra                                                            | 0 – 0                                                                 | Galles                                                                | Amichevole                                                            | -                                                                     | 60’                                                                   |
| 9-6-2024                                                              | Trnava                                                                | Slovacchia                                                            | 4 – 0                                                                 | Galles                                                                | Amichevole                                                            | -                                                                     | 80’                                                                   |
| 6-9-2024                                                              | Cardiff                                                               | Galles                                                                | 0 – 0                                                                 | Turchia                                                               | UEFA Nations League 2024-2025 - 1º turno                              | -                                                                     | 72’                                                                   |
| 9-9-2024                                                              | Nikšić                                                                | Montenegro                                                            | 1 – 2                                                                 | Galles                                                                | UEFA Nations League 2024-2025 - 1º turno                              | 1                                                                     | 80’                                                                   |
| 11-10-2024                                                            | Reykjavík                                                             | Islanda                                                               | 2 – 2                                                                 | Galles                                                                | UEFA Nations League 2024-2025 - 1º turno                              | -                                                                     | 51’                                                                   |
| 14-10-2024                                                            | Cardiff                                                               | Galles                                                                | 1 – 0                                                                 | Montenegro                                                            | UEFA Nations League 2024-2025 - 1º turno                              | -                                                                     | 89’                                                                   |
| 25-3-2025                                                             | Skopje                                                                | Macedonia del Nord                                                    | 1 – 1                                                                 | Galles                                                                | Qual. Mondiali 2026                                                   | -                                                                     | 63’                                                                   |
| 6-6-2025                                                              | Cardiff                                                               | Galles                                                                | 3 – 0                                                                 | Liechtenstein                                                         | Qual. Mondiali 2026                                                   | 1                                                                     |                                                                       |
| Totale                                                                |                                                                       | Presenze                                                              | 49                                                                    |                                                                       | Reti                                                                  | 14                                                                    |                                                                       |